# Phyllocycla brasilia
Phyllocycla brasilia – gatunek ważki z rodziny gadziogłówkowatych (Gomphidae).